# Copyleft
Copyleft (от английски бел. 1) е непреводима на български език игра на думи с понятието copyright (традиционно превеждано като „авторско право“), която описва практиката авторите да се отказват от част от своите права и да освобождават произведенията си, като същевременно изискват същите свободи да се запазят и за всички копия и производни версии надолу по веригата. Конкретно по отношение на свободния софтуер, Фондацията за свободен софтуер дефинира понятието като „правилото, че когато разпространявате програмата, не може да добавяте ограничения, за да откажете на другите хора основните свободи“ да я използват, изучават, променят и разпространяват.
С термина се назовава и съответната форма на лицензиране на компютърни програми, документи, музикални, графични и мултимедийни произведения на изкуството, научни трудове и др.
Широко използвани „copyleft“ лицензи са GNU General Public License и GNU Free Documentation License (под който се публикува и свободната електронна енциклопедия Уикипедия). Подобна, но не идентична клауза, наречена „share alike“ („споделяне на споделеното“), съдържат два от шестте лиценза Creative Commons: свободният лиценз CC-BY-SA и несвободният (заради клаузата за некомерсиално ползване) лиценз CC-BY-NC-SA.

## Тълкувание
Законите за авторското право в много страни по света по премълчаване запазват за автора всички (имуществени и неимуществени) права над неговите творби в срок, продължаващ през целия му живот и за известен период след неговата смърт (50 години според Бернската конвенция, 70 години в България). Например, запазено по премълчаване право на автора е да бъде единствен разпространител на копия на своите произведения и трета страна може да извърши размножаване и разпространение на копия само при изрично получено разрешение.
Тази стъпка обаче може да бъде пропусната, когато носителят на авторските права сам пожелае да се раздели с част от правата сибел. 2 чрез едностранно лично волеизявление в писмен вид, т.е. да я отдаде под свободен лиценз. Принципно, по този начин се дава право на всеки потребител, който разполага с копие, във всеки един момент от време законно да се възползва от предоставените от свободния лиценз права, без да дължи на автора заплащане и без да има нужда да търси изричното му разрешение.
В определени случаи обаче авторът може да пожелае произведението да остане завинаги в сферата на свободното съдържание, като всяко нейно дословно копие или модификация се ползват и разпространяват под същите условия като оригинала. Това е смисълът на „copyleft“ клаузата. При тези условия, нарушение на „copyleft“ е налице в случаите, когато копие или производна версия се разпространява при различни (както по-свободни, така и по-ограничителни) от условията на избрания от автора „copyleft“ лиценз. Този тип лицензи могат и да ограничат възможностите за повторно ползване (reuse), защото клаузата практически прави несъвместими помежду си дори много близки по дух, но все пак различни „copyleft“ лицензи.

## Терминология
Понастоящем на български се използва основно английският термин, който е и официално установеният за преводите на документите на Фондацията за свободен софтуер. В други текстове може да се срещне транслитериран до „копилефт“, а в опит за запазване на играта на думи е предлагано и словосъчетанието „авторско криво“.
Противници на „copyleft“ наричат лицензите с тази клауза „реципрочни“ или „вирусни“, тъй като всяка работа, производна на „copyleft“ сама по себе си трябва да бъде „copyleft“ при последващо разпространение. Тази метафора категорично се отхвърля от Движението за свободен софтуер като недопустима. Според концепцията си, „copyleft“ е своеобразен пазител на свободата на потребителите, и няма как да „зарази“ авторите на произведения, които сами не пожелаят да ги лицензират по този начин.